# Peter Clarke
Peter Clarke (Simon's Town, Sud-àfrica, 1929) és un artista sud-africà. Viu i treballa a Ocean View, Cape Town. Clarke és un dels artistes veterans que no han estat prou tinguts en compte en el món de l'art sud-africà. Tanmateix, Clarke ha produït una gran quantitat d'obres i ha exposat en nombroses exposicions. Ell mateix considera que el pes del passat i de manera específica l'apartheid és el factor pel qual la seva obra no ha rebut l'atenció que mereix. Clarke va viure fora alguns anys, però va elegir tornar el 1994 perquè "va sentir que havia arribat el moment de l'alliberament, un renaixement". És un dels diversos artistes amb múltiples talents de la seva generació que ha treballat amb èxit en molts gèneres diferents. És un escriptor i poeta reconegut internacionalment i treballa com a artista visual amb materials i tècniques molt diferents.